# Not So Soft
Not So Soft és el segon àlbum d'estudi de la cantant i compositora Ani DiFranco, publicat al 1991.
Tal com ja va fer al seu anterior treball, el seu disc debut Ani DiFranco, aquí es torna a encarregar en solitari de la part musical, en aquest cas introduint instruments de percussió apart de la guitarra acústica.

## Llista de cançons
Totes les cançons foren escrites i compostes per Ani DiFranco. 
| Núm. | Títol                   | Durada |
| ---- | ----------------------- | ------ |
| 1.   | «Anticipate»            | 3:16   |
| 2.   | «Rockabye»              | 4:28   |
| 3.   | «She Says»              | 3:32   |
| 4.   | «Make Me Stay»          | 3:06   |
| 5.   | «On Every Corner»       | 4:15   |
| 6.   | «Small World»           | 3:39   |
| 7.   | «Not So Soft»           | 1:57   |
| 8.   | «Roll With It»          | 3:44   |
| 9.   | «Itch»                  | 2:58   |
| 10.  | «Gratitude»             | 3:09   |
| 11.  | «The Whole Night»       | 2:42   |
| 12.  | «The Next Big Thing»    | 3:36   |
| 13.  | «Brief Bus Stop» (*)    | 3:36   |
| 14.  | «Looking For The Holes» | 3:31   |

* CD pista extra

## Personal
- Ani DiFranco – veu, guitarra acústica, conga, efectes de so

## Producció
- Producció – Ani DiFranco, Dale Anderson
- Enginyeria – Tony Romano
- Edició digital – Tony Romano, Don Wilkinson
- Arranjaments – Ani DiFranco
- Disseny – Suzi McGowan
- Il·lustració portada – Ani DiFranco
- Fotografia – Karen Richardson, Scot Fisher